# Zombi (samizdat)
 (février 2022).
Si vous disposez d'ouvrages ou d'articles de référence ou si vous connaissez des sites web de qualité traitant du thème abordé ici, merci de compléter l'article en donnant les références utiles à sa vérifiabilité et en les liant à la section « Notes et références ».
Zombi était un magazine rock samizdat publié à Moscou de 1984 à 1992 par Natalya "Kometa" Komarova (ru).

## Histoire
Zombi a été fondé à l'automne 1984 par Natalya Komarova, qui a dirigé le comité de rédaction du magazine tout au long de ses 16 numéros jusqu'en 1992.

## Groupes évoqués
Alissa, Aquarium, NII Kosmetiki (pl), Восточный синдром (ru), Комитет охраны тепла (ru), Миссия: Антициклон (ru), HXA (ru), Ночной проспект (ru), Чолбон (ru)